# Łosień (Dąbrowa Górnicza)
Łosień – dzielnica Dąbrowy Górniczej.
Zajmuje obszar 1139 ha. Znajduje się około 13,9 km od centrum miasta.
Łosień był wsią biskupstwa krakowskiego w powiecie proszowickim w województwie krakowskim w końcu XVI wieku.
W latach 1954–1972 wieś należała i była siedzibą władz gromady Łosień, po reformie administracji w reaktywowanej gminie Łosień. 
Dzielnica jest siedzibą parafii Podwyższenia Krzyża Świętego.

## Pochodzenie nazw
Nazwa pochodzi od rzeczownika pospolitego "łoś".

## Historia
Wioska książęca Łosień powstała na wzgórzach olkusko-siewierskich, sięgających ponad 390 m n.p.m., co stanowi najwyższe wzniesienie Dąbrowy Górniczej. Wykopaliska archeologiczne przeprowadzone w latach 1998-1999 dowodzą istnienia osady już w XI w. Związana ona była z przetopem miejscowych rud ołowiu i srebra. Od średniowiecza do końca epoki przedrozbiorowej Łosień był własnością biskupów krakowskich i wchodził w skład klucza sławkowskiego. Łosień został zniszczony przez najazdy tatarskie i odbudowany następnie w XIV wieku na tzw. prawach magdeburskich. Sołectwo posiadali dziedzicznie Strychnowscy, a później Kmitowie z Grabowej. Od samego początku osady istniało tutaj górnictwo kruszcowe. Około 1550 roku znana była nazwa tutejszej kopalni - "Kraków", eksploatowanej przez sołtysa Joesa Strychnowskiego. Od nazwy kopalni wziął nazwę przysiółek Kraków Łosieński, znany jeszcze do 1939 r. 
Łosień wchodził w skład obwodu olkuskiego (1816 - 1842), następnie po zastąpieniu obwodów powiatami w skład powiatu olkuskiego (1842 - 1866). Od 1867 r. do 1915 r. był gminą powiatu będzińskiego, w latach 1916 - 1919 - dąbrowskiego, na terenie okupacji austro-węgierskiej. W czasie okupacji otrzymał nieoficjalną nazwę niemiecką Lossenwald. W latach 1939–75 należał ponownie do powiatu będzińskiego, gdzie uzyskał status gminy. W skład tejże wchodziły: Łosień wraz z przysiółkiem Kraków Łosieński, Kuźnica Błędowska i Błędów, Łęka, Kuźniczka Nowa, Łazy z przysiółkami Wypaleniska i Zagórki, Okradzionów z Rudami, Trzebyczka oraz Tuczna Baba z przysiółkami Smorz i Przymiarki.
W okresie powojennym wybudowano wodociąg z Łaz i Niegowonic oraz zbiornik wodny dla Huty Katowice. W 1958 erygowana została w Łośniu parafia pw. Krzyża Świętego. W latach 70. XX wieku powstała tu szkoła policyjna, gdzie obecnie mieści się Ochotniczy Hufiec Pracy. Między Łośniem a Kazdębiem utworzono leśny pas zadrzewień ochronnych Huty Katowice. 27 maja 1975 r. Łosień przyłączono do Ząbkowic, a dwa lata później do Dąbrowy Górniczej. 

## Skarb archeologiczny
13 lipca 2006 r. archeolodzy odkryli w Łośniu tzw. "skarb hutnika", w postaci srebrnych monet z XI i zwłaszcza z XII w. oraz spłaszczonych bryłek srebra ukrytych w ceramicznym naczyniu. W następnych latach w otoczeniu znaleziska prowadzono uzupełniające poszukiwania, które przyniosły dodatkowe monety i bryłki ze skarbu. W sumie znaleziono 1124 monet, z których 1122 to były denary Władysława Wygnańca i Bolesława Kędzierzawego. Ponadto znaleziono 180 bryłek srebra, przeważnie wagi 2-8 g, ale były też przekraczające 30 g. Łączna waga bryłek srebra wynosi ok. 1,7 kg. Skarb ten przechowywany jest w  Muzeum Miejskim „Sztygarka” w Dąbrowie Górniczej. 